# Gotra literata
Gotra literata är en stekelart som först beskrevs av Brulle 1846.  Gotra literata ingår i släktet Gotra och familjen brokparasitsteklar. Inga underarter finns listade i Catalogue of Life.